# 文煜
文煜（ぶんいく、ウェンユ、Wényù、? - 1884年）は、清の官僚。字は星巌。
満州正藍旗人。フォイモ氏（Foimo hala、費莫氏）。刑部郎中、直隷覇昌道、四川按察使などをへて、1853年に江寧布政使に任命された。当時南京は太平天国軍に占領されており、文煜は欽差大臣のキシャン（琦善）に従って江北大営に駐屯した。1854年、キシャンが病死すると配下の郷勇と食糧補給の事務を引き継いだ。揚州から出撃する太平天国軍と戦ってしばしば打ち破った。1857年、江蘇布政使に転任となり、江南大営の補給を担当した。
その後直隷布政使に異動となり、さらに山東巡撫に抜擢された。山東省では捻軍と戦い、曹州や単県でこれを破った。1860年、アロー戦争の戦局が悪化し、イギリス・フランス連合軍が北京に迫ると軍を派遣して通州に駐屯させ、自らは済寧で捻軍との戦いにあたった。
1861年、直隷総督に就任したが、翌年に張錫珠の蜂起軍を鎮圧できなかったことで免職となった。1863年に鑲黄旗蒙古副都統に任命された。1868年、正藍旗漢軍都統・福州将軍となり、1871年には閩浙総督代理を兼ねた。1874年の日本の台湾出兵に際しては総督の李鶴年、船政大臣の沈葆楨とともに防衛にあたった。
1877年、北京に呼び戻され、内大臣・鑲白旗漢軍都統・左都御史に任命され、さらに刑部尚書となった。その後1881年に協弁大学士、1883年には総管内務府大臣、1884年には武英殿大学士を歴任した。同年に病で辞任。死後、文達の諡号が贈られた。